# 트리메틸렌트리니트로아민
트리메틸렌트리니트로아민, 사이클로트리메틸렌트리니트로아민(cyclotrimethylenetrinitramine), 헥소겐(hexogen) 또는 RDX(Research Department eXplosive)는 화학식 (O2N2CH2)3을 갖는 유기 화합물이다. 무취무미의 백색 고체이며 폭발물로 널리 사용된다. 화학적으로 TNT(트라이나이트로톨루엔)보다 더 에너지 폭발적인 HMX와 함께 나이트라아마이드로 분류된다. 제2차 세계 대전 당시 널리 사용되었으며 군사에서 여전히 흔히 사용된다.